# Bahnhofstraße 26 (Benediktbeuern)

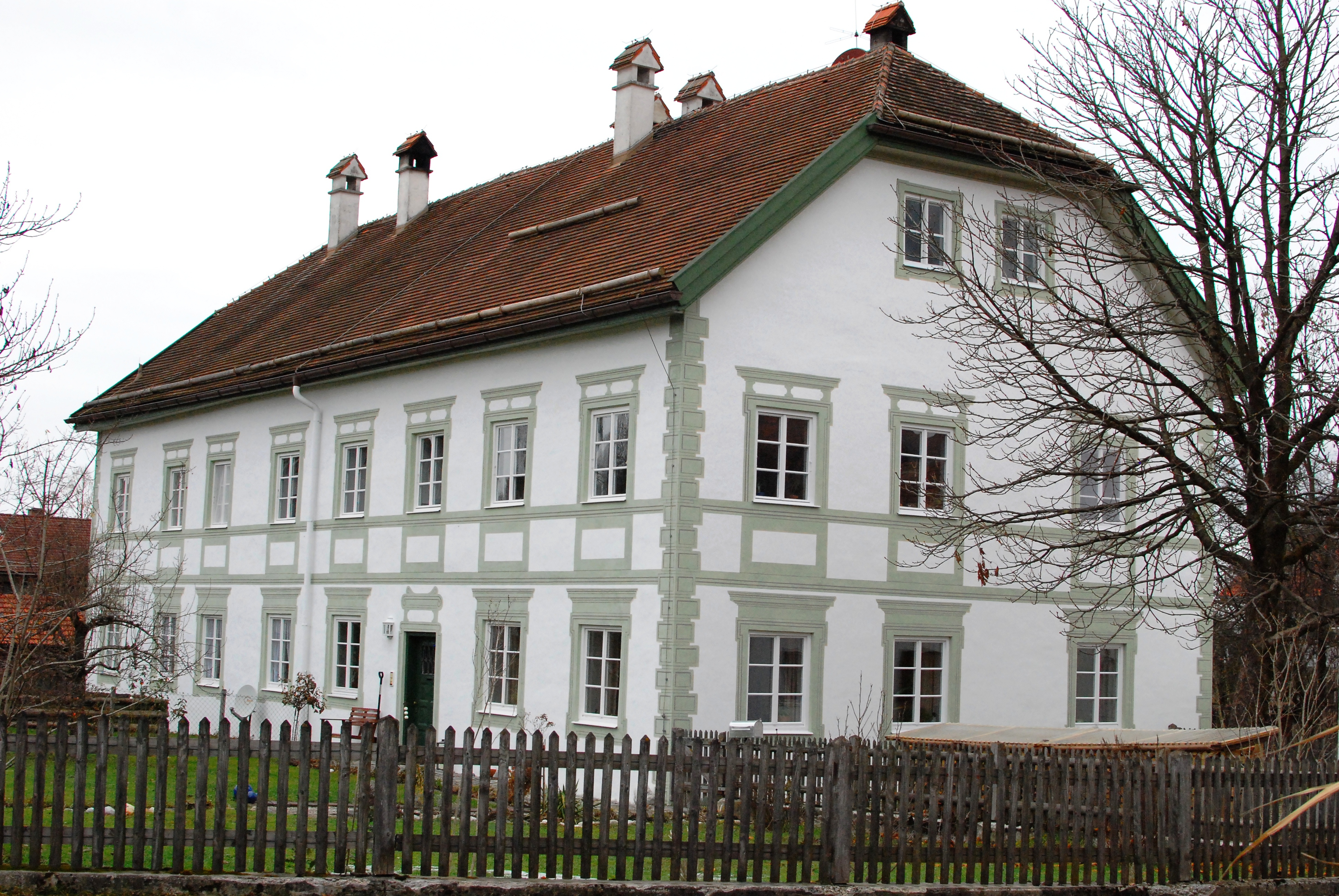
Gebäude Bahnhofstraße 26 in Benediktbeuern

Das Gebäude Bahnhofstraße 26 in Benediktbeuern, einer Gemeinde im oberbayerischen Landkreis Bad Tölz-Wolfratshausen, wurde um 1732 errichtet. Das ehemalige Gerichtsschreiberhaus und jetzige Forstamt ist ein geschütztes Baudenkmal.
Der zweigeschossige barocke Halbwalmdachbau mit gemalter Architekturgliederung hat acht zu drei Fensterachsen. Nach 1972 wurden zwei Schleppgauben an der Südseite beseitigt und im Jahr 1987 wurde die Fassade instand gesetzt. Dabei wurden die Architekturmalereien mit Gesimsen, Fensterädikulä und Eckrustika erneuert.